# Promyllantor purpureus
Promyllantor purpureus és una espècie de peix pertanyent a la família dels còngrids.

## Hàbitat
És un peix marí i batidemersal que viu entre 1.120 i 2.250 m de fondària.

## Distribució geogràfica
Es troba a Sulawesi (Indonèsia) i el sud-oest de l'Índia.

## Observacions
És inofensiu per als humans.